# 大型電子正子對撞機

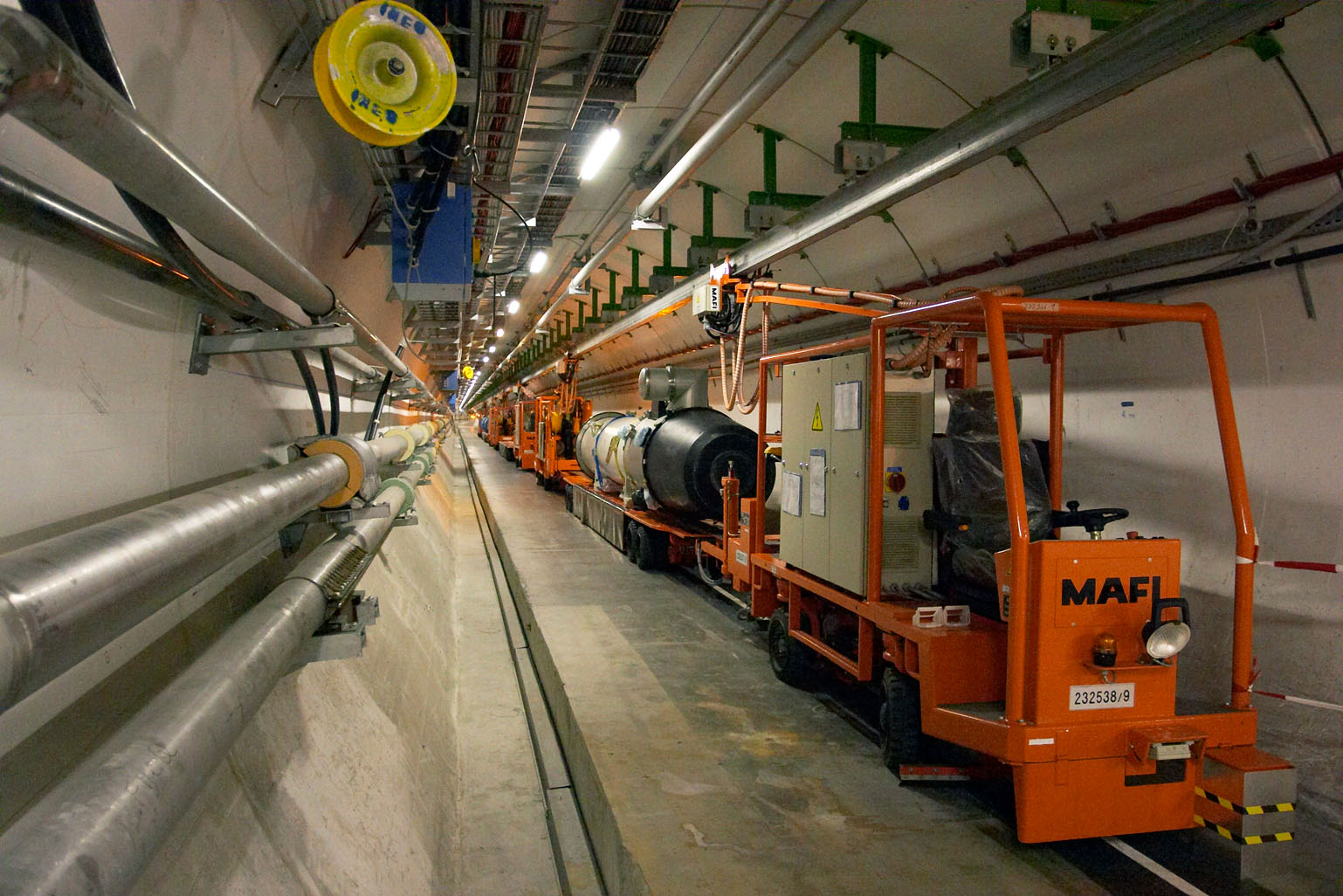
大型電子正子對撞機的內部。

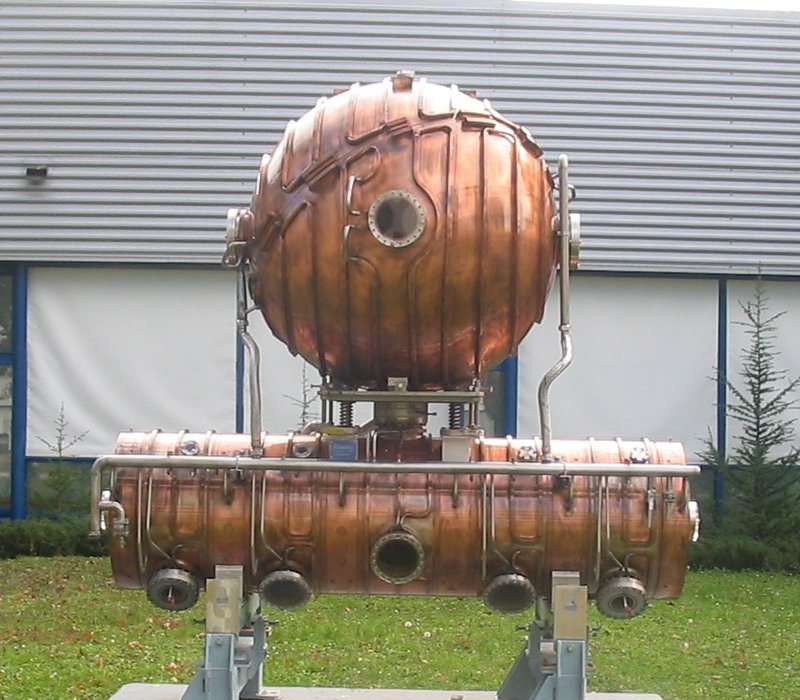
曾經在LEP立下無數汗馬功勞的的一台老式射頻腔（RF cavity），現正展覽於CERN的小宇宙科學館（Microcosm）。

大型電子正子對撞機（Large Electron-Positron Collider，簡稱：LEP）是歐洲核子研究組織（CERN）的粒子加速器之一，1989年開始營運，位在瑞士和法國的邊界附近，大型電子正子對撞機的周長長達27公里，專門加速電子和正子，是目前已建成的最高能量的輕子加速器，且迄今為止還保留著粒子加速器的速度紀錄。在2000年末的時候，LEP被關停并拆解，以給在建新的大型強子對撞機騰出軌道空間。

## 參閱
- 探尋希格斯玻色子時間軸

## 外部連結
- LEP Working Groups（页面存档备份，存于）